# Désirée Grundbacher
Désirée Grundbacher (* 16. August 1983) ist eine Schweizer Fussballschiedsrichterin und ehemalige Fussballspielerin.

## Karriere

### Fussballspielerin
Vor ihrer Schiedsrichterkarriere spielte Grundbacher als Stürmerin für den FC Rot-Schwarz Thun und GC/Schwerzenbach in der höchsten Schweizer Liga und war Spielerin in der Schweizer Frauen-Nationalmannschaft. Zwischen 2007 und 2008 bestritt sie 13 Länderspiele, wobei sie einen Treffer erzielte.

### Schiedsrichterin
Seit 2012 steht sie auf der Liste der FIFA-Schiedsrichter und leitet internationale Fussballpartien. Seit der zweiten Hälfte der Saison 2024/25 gehört sie zur Gruppe der UEFA-Elite-Schiedsrichterinnen.
Zudem leitete bzw. leitet sie regelmässig Spiele in der Women’s Champions League, in der Schweizer 1. Liga, der Promotion League und der Challenge League, in der europäischen WM-Qualifikation für die Weltmeisterschaft 2019 in Frankreich und die Weltmeisterschaft 2023 in Australien und Neuseeland, in der Qualifikation zur Europameisterschaft 2022 in England sowie in der Women’s Nations League.
Am 14. Mai 2015 war Grundbacher Vierte Offizielle im Final der Women’s Champions League 2014/15 zwischen dem 1. FFC Frankfurt und Paris Saint-Germain (2:1).
Sie hat im Laufe der Jahre Qualifikationsspiele verschiedener UEFA U-17- und U-19-Europameisterschaften der Frauen geleitet. Bei der U-17-Europameisterschaft 2018 in Litauen leitete Grundbacher zwei Gruppenspiele und den Final zwischen Deutschland und Spanien (0:2).
Im Jahr 2024 leitete Grundbacher im Rahmen der Qualifikation zur U-21-Europameisterschaft 2025 das Spiel zwischen Luxemburg und Aserbaidschan.
Im April 2025 wurde Grundbacher gemeinsam mit Susanne Küng und Linda Schmid für die Europameisterschaft 2025 in der Schweiz nominiert.
Am 3. Juli 2025 leitete sie das Gruppenspiel Belgien-Italien an der Fussball-Europameisterschaft der Frauen.

## Einsätze bei der Fußball-Europameisterschaft der Frauen 2025
| Phase        | Datum        | Spielort   | Heimmannschaft | Gastmannschaft | Ergebnis  |
| ------------ | ------------ | ---------- | -------------- | -------------- | --------- |
| Gruppenphase | 3. Juli 2025 | Sion       | Belgien        | Italien        | 0:1 (0:1) |
| Gruppenphase | 9. Juli 2025 | St. Gallen | Frankreich     | Wales          | 4:1 (2:1) |

## Privatleben
Grundbacher hat mit ihrem Lebenspartner, den sie nach einem Fussballspiel kennenlernte, einen Sohn und ist von Beruf Postassistentin.